# Mateusz Wantulok
Mateusz Wantulok (* 11. September 1987 in Wisła) ist ein ehemaliger polnischer Nordischer Kombinierer.

## Werdegang
Wantulok, der in seiner Karriere hauptsächlich für KS AZS-AWF Katowice startete, nahm zu Beginn seines sportlichen Werdegangs sowohl an Skisprung-Wettkämpfen als auch an solchen der Nordischen Kombination teil. So debütierte er beispielsweise im Februar 2003 im Skisprung-Continental-Cup, verpasste aber genau wie ein Jahr später deutlich die Punkteränge. Lediglich im FIS Cup konnte Wantulok im Winter 2005/06 Punkte erzielen.
International erfolgreicher war Wantulok in der Nordischen Kombination. So erreichte er im Februar 2009 beim Continental-Cup-Wettkampf in seiner Geburtsstadt Wisła erstmals die Punkteränge. Wantulok nahm an der Winter-Universiade 2011 im türkischen Erzurum teil und gewann dort gemeinsam mit Andrzej Zarycki und Tomasz Pochwała die Silbermedaille mit dem Team. Im Sommer 2011 debütierte er im Grand Prix, erreichte jedoch nur die hinteren Ränge. Mit dem elften Platz beim Teamwettbewerb im Weltcup der Nordischen Kombination 2014 in Oberstdorf erzielte Wantulok sein bestes Ergebnis auf diesem Niveau. Bei der Winter-Universiade 2015 in Štrbské Pleso verpasste er im Gundersen Einzel als Fünfter sowie mit dem Team als Vierter zunächst die Medaillenränge. Im Massenstart konnte er diese erreichen und Bronze gewinnen.
Zwar konnte Wantulok international nicht auf höchstem Niveau konkurrieren, doch gehörte er auf nationaler Ebene zu den besten polnischen Athleten in der Nordischen Kombination. Er  errang neben einigen Medaillen auch einmal den Meistertitel. Darüber hinaus gewann er 2007 Bronze mit dem Team bei den polnischen Skisprungmeisterschaften.
Wantulok studierte an der Sporthochschule Kattowitz.

## Statistik

### Continental-Cup-Platzierungen
| Saison  | Platz | Punkte |
| ------- | ----- | ------ |
| 2008/09 | 115.  | 03     |
| 2012/13 | 078.  | 23     |
| 2013/14 | 091.  | 02     |